# Alf Furkert
Alf Furkert (* 1965 in Dresden) ist ein deutscher Architekt und seit August 2019 als sächsischer Landeskonservator tätig.

## Leben
Nach Ablegung des Abiturs am Romain-Rolland-Gymnasium 1985 und einem 18-monatigen Armeedienst studierte er an der Technischen Universität Dresden. Er schloss sein Studium 1990 mit dem Diplom in der Fachrichtung Architektur ab. 1990 begann er zunächst eine Tätigkeit bei der PBH Planungs- und Bauconsult Heckert GmbH Brakel, Niederlassung Rügen. Mit einem eigenen Büro in Dresden startete er 1992 als freischaffender Architekt. Ab 2000 fungierte das Büro Furkert Architekten und Ingenieure verstärkt als Generalplaner. 2005 begann die Partnerschaft mit Hänel Architekten. Bis 2019 war er Partner im Büro hänel furkert | architekten – Partnerschaft. Von 2007 bis 2012 war Furkert als geschäftsführender Gesellschafter der D5 International GmbH mit Niederlassung in Abu Dhabi tätig.
Von 2009 bis 2019 war er im Ehrenamt Präsident der Architektenkammer Sachsen und Mitglied des Vorstandes der Bundesarchitektenkammer. Seit dem 1. August 2019 ist Furkert Sächsischer Landeskonservator und Leiter des Landesamtes für Denkmalpflege Sachsen. Mit der Übernahme dieser Tätigkeit schied er aus der Partnerschaftsgesellschaft „hänel furkert architekten“ aus.
2021 wurde er Mitglied der Sächsischen Akademie der Künste. Alf Furkert ist Mitglied des Sächsischen Denkmalrates.

## Bauten (Auswahl)
- 1992–1999: Rathaus Dippoldiswalde
- 1998–2002: Archiv der Evangelisch-Lutherischen Brüder-Unität in Herrnhut
- 2007–2010: Landeshauptarchiv Sachsen-Anhalt in Magdeburg
- 2009–2012: Schloss Moritzburg, Kavalierhaus Ost
- 2010–2012: Mehrfamilienhaus Heinrich-Beck-Straße in Chemnitz
- 2011–2016: TERRA NOVUS CAMPUS, Körperbehindertenzentrum Chemnitz
- 2013–2016: Einkaufszentrum am Albertplatz in Dresden
- Aktuell bis voraussichtlich 2024: Technische Universität Dresden, Beyer-Bau und Al-Ahli Krankenhaus in Doha/Katar